# Fernando Gutierres Reis
Fernando de Sant’Águeda Gutierres Reis, mais conhecido como Fernando Reis (Vila Real de Santo António, Vila Real de Santo António, 5 de Fevereiro de 1955 - Faro, 4 de Dezembro de 2021), foi um professor e jornalista português. Foi considerado uma importante figura da imprensa algarvia, tendo estado à frente do periódico Jornal do Algarve durante quase quatro décadas.

## Biografia
Nasceu na Freguesia e Concelho de Vila Real de Santo António, em 5 de Fevereiro de 1955. Frequentou a Faculdade de Letras da Universidade de Lisboa, onde se licenciou no curso de História em 1980.
Trabalhou como professor na Escola Dom José I, em Vila Real de Santo António, e em estabelecimentos escolares no concelho de Loulé. Também foi um empresário e promotor das salinas em Castro Marim, tendo sido um dos responsáveis pela revitalização daquela indústria. Em 2011 ocupava o cargo de presidente da Tradisal - Associação dos Produtores de Sal Marinho Tradicional do Sotavento Algarvio, tendo nessa altura comentado que o reconhecimento do sal como produto agroalimentar em vez de mineral por parte da União Europeia foi «um importante passo para se conseguir a Denominação de Origem Protegida, que é outra das nossas lutas».
Destacou-se principalmente pela sua carreira no jornalismo, sendo considerado como um decano da imprensa na região do Algarve. Em 1983 fundou a Viprensa, empresa proprietária do Jornal do Algarve, tendo sido o director daquele periódico desde então até ao seu falecimento, embora nos primeiros anos tenha exercido este cargo de forma intermitente, alternando com José Lança. Também foi um destacado defensor dos interesses regionais, do Algarve em geral e de Vila Real de Santo António em particular. Como dirigente do Jornal do Algarve, esteve envolvido num incidente em Outubro de 2007, quando foi feita uma chamada anónima para a redacção daquele periódico, que alertou para um suposto atentado bombista em Faro, por parte do grupo terrorista basco Euskadi Ta Askatasuna. A chamada revelou-se posteriormente como um falso alarme. Em Maio de 2014, foi um dos dirigentes da imprensa algarvios que foram convidados para a primeira edição do ciclo A Comunicação por cá, que se realizou na cidade de Loulé, sobre os problemas financeiros e o futuro da comunicação social na região. Fernando Reis comentou que «a situação económica do país acarreta uma grande dificuldade para ter o que alimenta os jornais: a publicidade», e que as companhias da construção civil, turismo e hotelaria «nunca encontraram nos media regionais um local para se promoverem», pelo que alguns jornais tiveram de ser sustentandos pelas autarquias durante algum tempo, até que estas deixaram de ter recursos financeiros para tal. Afirmou igualmente que o futuro da imprensa estava na convivência entre os formatos impresso e na Internet, e que a falência de um grande número de periódicos impressos tinha-se devido mais a problemas económicos do que à concorrência das plataformas online.
Faleceu em 4 de Dezembro de 2021, no Hospital de Faro, onde estava internado, tendo falecido de COVID-19. Estava casado com Maria Luísa Aleixo Travassos, e era pai de Marta Reis e Susana Reis. Na sequência da sua morte, a Comissão de Coordenação e Desenvolvimento Regional do Algarve e as autarquias de Faro, Lagos, e Castro Marim, e vários órgãos de imprensa regionais e nacionais emitiram notas de pesar, onde realçaram o seu contributo para a imprensa algarvia. A Câmara Municipal de São Brás de Alportel classificou Fernando Reis como «uma personalidade ímpar na região» e «uma referência do jornalismo regional, que sempre procurou afirmar dentro e fora das fronteiras algarvias». Por seu turno, a Federação Regional do Partido Socialista recfordou a sua «longa carreira como professor da Escola Pública em várias localidades do Algarve e mais de quatro décadas de presença na imprensa regional».